# 圣罗曼 (夏朗德省)
圣罗曼（法語：Saint-Romain，法語發音：[sɛ̃ ʁɔmɛ̃]）是法国夏朗德省的一个市镇，位于该省南部，属于昂古莱姆区。

## 地理
圣罗曼（45°16'34"N, 0°8'53"E）面积22.69 平方千米，位于法国新阿基坦大区夏朗德省，该省份为法国西部内陆省份，北起德塞夫勒省和维埃纳省，东临上维埃纳省，东南至多尔多涅省，南至多爾多涅省，西接滨海夏朗德省。
与圣罗曼接壤的市镇（或旧市镇、城区）包括：德罗讷河畔欧布泰尔、贝隆、博讷、库尔拉克、莱塞萨尔、拉普拉德、皮亚克、鲁菲亚克。

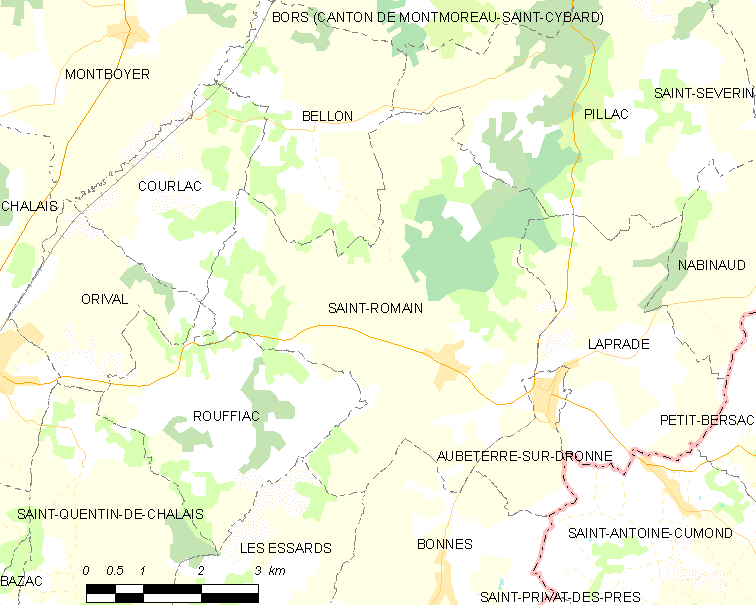
的OSM定位图

圣罗曼的时区为UTC+01:00、UTC+02:00（夏令时）。

## 行政
圣罗曼的邮政编码为16210，INSEE市镇编码为16347。

## 政治
圣罗曼所属的省级选区为蒂德-拉瓦莱特县。

## 人口

1962-2008年间人口变化图示

圣罗曼于2022年1月1日时的人口数量为513人。